# Мирович Анатолій Іванович
Миро́вич Анато́лій Іва́нович (19 червня 1914 — 20 березня 1976) — радянський військовий льотчик, Герой Радянського Союзу (1945), під час Німецько-радянської війни був заступником командира ескадрильї 98-го гвардійського окремого розвідувального авіаційного полку резерву Головного командування ВПС СРСР.

## Біографія
Народився 19 червня 1914 року у смт Казанка Казанківського району Миколаївської області. Українець. Член ВКП(б) з 1941 року.
Закінчив Запорізький авіаційний технікум й у 1935 році добровільно вступив до лав РСЧА.
У 1939 році з відзнакою закінчив авіаційне відділення Харківської 2-ї об'єднаної прикордонної школи. Проходив службу в Одеській авіаційній ескадрильї прикордонних військ НКВС СРСР.
Після закінчення курсів удосконалення при Енгельському військовому авіаційному училищі льотчиків у 1940 році, подав рапорт про перевод до ВПС СРСР. Служив у 10-у швидкісному бомбардувальному авіаційному полку Ленінградського військового округу.
Учасник німецько-радянської війни з червня 1941 року. Воював на Ленінградському, Центральному та 1-у Українському фронтах.
Заступник командира ескадрильї 98-го гвардійського окремого розвідувального авіаційного полку гвардії капітан А. І. Мирович до травня 1945 року здійснив 113 бойових вильотів на Пе-2 на аерофоторозвідку та бомбардування військових і промислових об'єктів у глибокому тилу ворога. За результатами бойової роботи екіпажу А. І. Мировича було виготовлено 280 фотознімків і 500 фотопланшетів, у свою чергу було дешифровано 110 аеродромів, 2115 літаків, 340 залізничних вузлів і станцій, 3680 ешелонів, 18 800 автомобілів, 780 танків, 140 артилерійських і зенітних батарей, ліній оборони супротивника на площі 4200 км².
Після закінчення війни продовжив службу у ВПС СРСР. У 1951 році закінчив Військово-повітряну академію. З 1956 по 1969 рік викладав у цій академії.
У 1969 році полковник А. І. Мирович вийшов у запас. Помер 20 березня 1976 року. Похований на Гарнізонному цвинтарі селища Моніно Щолковського району Московської області.

## Нагороди
Указом Президії Верховної Ради СРСР від 29 червня 1945 року капітану Мирович Анатолію Івановичу присвоєне звання Героя Радянського Союзу з врученням ордена Леніна і медалі «Золота Зірка» (№ 7478).
Також нагороджений чотирма орденами Червоного Прапора, двома орденами Червоної Зірки та медалями.

## Пам'ять
Ім'ям Героя Радянського Союзу А. І. Мировича названо вулицю в Тернівському районі міста Кривий Ріг Дніпропетровської області .